# Tempest (Deckname)
Tempest (deutsch wörtlich „Sturm“) war ursprünglich der englische Deckname für ein elektromagnetisches Abhörverfahren. Inzwischen hat sich die Bedeutung umgekehrt und dieser Begriff wurde zum „Gütesiegel“ für den Schutz gegen genau diese Art von Attacken.

## Methode

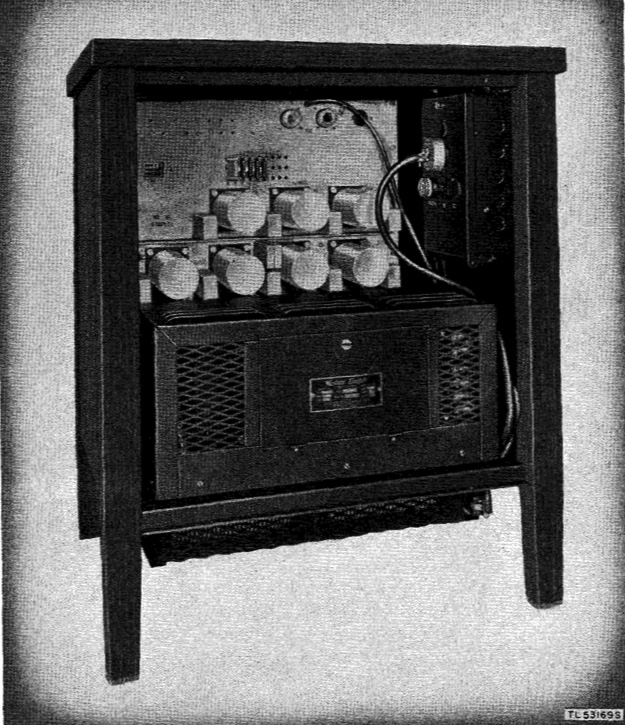
Kryptologischer Mischer vom Typ 131B2, wie er in den Vereinigten Staaten während des Zweiten Weltkriegs zur Verschlüsselung des militärischen Fernschreibverkehrs benutzt wurde. Hieran entdeckten amerikanische Wissenschaftler zum ersten Mal die Abhörmöglichkeit über elektromagnetische Störstrahlung.

Nachdem der Effekt der unbeabsichtigten Aussendung von elektromagnetischer Wellen durch elektronische Geräte bereits während des Zweiten Weltkriegs von amerikanischen Kryptologen bei der Untersuchung ihrer eigenen Schlüsselmaschine Sigtot entdeckt worden war, wurde die Methode, darüber auf Nachrichteninhalte zurückzuschließen, in der Zeit des Kalten Kriegs von Geheimdiensten wie der National Security Agency (NSA) technisch verfeinert und heimlich eingesetzt. Öffentlich bekannt wurde sie seit 1985 auch unter dem Namen Van-Eck-Phreaking. In der Kryptologie gibt es dafür auch den Begriff Seitenkanalattacke.
Dabei wird die Störabstrahlung beispielsweise von Computer-Bildschirmen (Monitoren), ausgenutzt, diese in einiger Entfernung verdeckt empfangen, und die aufgefangenen Signale dazu genutzt, um auf Dateninhalte zurückzuschließen. Im besten Fall gelingt es einem Angreifer auf diese Weise unbemerkt, den kompletten Bildschirminhalt zu rekonstruieren.

## Abwehrmaßnahmen
Eine prinzipielle Abwehrmaßnahme ist die Schirmung einzelner Baugruppen, der Geräte oder im Extremfall der ganzen Anlage. Eine besonders rigide Maßnahme ist die Platzierung sensibler Elektronik innerhalb eines Faradayschen Käfigs, also einer metallisch leitenden Umhüllung. Dadurch wird die Störstrahlung „im Käfig gehalten“ und kann nicht nach außen dringen. Solche Räume gibt es beispielsweise innerhalb militärischer Kommandozentralen oder in Botschaftsgebäuden.

## Zertifizierung
Inzwischen hat sich die ursprüngliche Bedeutung umgekehrt und die NSA bezeichnet damit nicht mehr die nun öffentlich bekannte Spionagemethode, sondern, im Gegenteil, Abwehrmaßnahmen gegen genau diese Angriffsmöglichkeit. Für die zertifizierte Sicherheit von Geräten gegen Abhörmaßnahmen dieser Art wurde von ihr der Begriff Certified TEMPEST Test Services Program (CTTSP) geprägt. Mit der sogenannten TEMPEST Certification wird der Schutz von Geräten gegen solche Abhörmethoden zertifiziert.